# Appel de phare
 (janvier 2020).

Symbole usuel des feux de route.

Un appel de phares est un signe d'avertissement qu'utilisent parfois les conducteurs de véhicules entre eux. Il consiste en un geste bref d'allumage puis d'extinction des feux-avant du véhicule.
Il est traditionnellement utilisé par des conducteurs pour avertir ceux qu'ils croisent d'un danger imminent, d'un contrôle de vitesse ou pour signaler au véhicule croisé l'éblouissement occasionné par l'utilisation de ses feux de route, lui demandant ainsi de passer en feux de croisement. Il est aussi d'usage chez les camionneurs, où il est utilisé par un camion qui se fait doubler pour informer celui qui le dépasse qu'il peut se rabattre. Peut aussi être effectué de nuit avant d'aborder une « épingle à cheveux » pour se signaler à un éventuel véhicule venant en sens inverse.
L'appel de phares afin d'avertir de la présence de radars ou de policiers peut être légal, toléré ou illégal selon les législations des différents pays ou régions. Il est souvent reproché aux appels de phares, lorsqu'ils avertissent de la présence de la police, de nuire aux opérations parfois menées pour intercepter des personnes recherchées. En France, l'appel de phares n'est réprimé par aucun texte excepté la nuit sous certaines conditions.

## Usage la nuit
En France, pour donner des avertissements aux autres usagers, le Code de la route n'autorise l'usage de l'avertisseur sonore que de jour et hors agglomération, en raison des nuisances sonores qu'il engendre (en agglomération, il ne doit être utilisé qu'en cas de danger, et la nuit qu'en cas d'absolue nécessité). Le Code de la route recommande donc l'usage de l'appel de phare pour donner des avertissements.

## Usages ambigus
L'appel de phare en tant que mode de communication a été questionné dans sa similarité avec les capacités de certains insectes.
En dehors du signalement d'un danger, l'appel de phare peut être ambigu ou contradictoire, sans possibilité pour l'observateur d'être certain de ce que l'émetteur souhaite signaler. Par exemple, un appel de phare à une intersection peut indiquer qu'un conducteur cède le passage ou au contraire qu'il s'engage dans l'intersection . Cet usage alternatif est source de mauvaise interprétation et peut provoquer des collisions.